# Ђоја Санитика
Ђоја Санитика (итал. Gioia Sannitica) је насеље у Италији у округу Казерта, региону Кампанија.
Према процени из 2011. у насељу је живело 814 становника. Насеље се налази на надморској висини од 251 м.

## Становништво
| 1951. | 1961. | 1971. | 1981. | 1991. | 2001. | 2011. |
| ----- | ----- | ----- | ----- | ----- | ----- | ----- |
| 4.165 | 4.002 | 3.508 | 3.773 | 3.723 | 3.697 | 3.640 |

## Партнерски градови
- Deruta